# Нантёйль, Робер
Робе́р Нантёйль, Нантейль, Нантёй (фр. Robert Nanteuil; 1623, Реймс — 9 декабря 1678, Париж) — французский рисовальщик, мастер рисунка пастелью и гравёр королевского двора (1657); один из крупнейших мастеров «большого стиля» эпохи царствования Людовика XIV, создатель характерного для этого стиля типа парадного гравированного портрета.

## Биография
Робер Нантёйль родился в семье торговца шерстью Ланселота Нантёйля, который, хотя и был очень беден, но побеспокоился об образовании сына в Коллеже иезуитов в Реймсе (Collège des Jésuites de Reims), его родном городе. Около 1645 года Робер учился рисунку и живописи у своего зятя Николя Реньессона в Реймсе, а потом, обосновавшись с 1647 года в Париже, он нашёл там влиятельных покровителей и стал модным художником. Он посещал мастерскую живописца Филиппа де Шампеня, с которым поддерживал дружеские отношения, и занимался гравированием под руководством Абрахама Босса. В 1657 году Нантёйль был назначен «ординарным гравёром короля» (graveur ordinaire du Roi). Он был принят в Фонтенбло и Версале, «имел беседы с королём». Был другом Шарля Лебрена, первого живописца короля, имел мастерскую в Доме Гобеленов и ему покровительствовал всесильный министр Жан-Батист Кольбер.
Его дочь вышла замуж за Мишеля Ардуэна, королевского архитектора, ученика Жюля Ардуэна-Мансара. Его учеником был флорентинец Доменико Темпести. Художник скончался в Париже, похоронен в церкви Сен-Андре-дез-Ар.

## Творчество
В процессе становления индивидуального стиля Робер Нантёйль испытал воздействие Жана Морена и особенно Клода Меллана. Гравируя вначале по оригиналам Ш. Лебрена, П. Миньяра и Ф. де Шампеня, со временем Нантёйль стал работать по собственным рисункам.

 «Нантёйль — самый блестящий представитель французского гравированного парадного портрета эпохи „большого стиля“ царствования „Короля-Солнца“ Людовика XIV, и выдающийся мастер резцовой гравюры на меди. В его виртуозной неповторимой манере соединились классичность, свободная техника, барочное напряжение формы и психологизм портретного искусства. Нантёйль создал огромное количество характерных портретов выдающихся людей своего времени — рисунков и гравюр в овальном обрамлении»

 «Обычно он делал наброски с натуры пером, свинцовым карандашом, сангиной, а после 1660 года — чаще всего пастелью, которой он великолепно владел. Нередко Нантёйль рисовал на пергаменте. Хотя рисунки создавались им как подготовка к гравюре, они имеют вполне самостоятельную художественную ценность. Сохраняя портретное сходство, Нантёйль умел в то же время придать своим моделям особую импозантность, несколько напоминающую утончённый аристократизм персонажей портретов Ван Дейка… Техническое умение Нантёйля-гравёра было поразительным. Его штрих — параллельный или же перекрещивающийся — всегда предельно чёток и прозрачен, им были разработаны особые приёмы ведения резца, в частности тонкая детальная моделировка формы короткими штришками и точками; с невиданным ранее великолепием передавал он фактуру различных тканей одежды, кружев, причёсок. Нантёйлю удалось создать такую систему гравюры на меди, благодаря которой стало возможным эффектно выполнять портреты особенно большого формата. На графический стиль поздних и самых лучших произведений Нантёйля оказал влияние переселившийся в 1666 году в Париж и поначалу сотрудничавший с Нантёйлем фламандский гравёр Жерар Эделинк. Имена этих мастеров стоят в истории гравюры рядом»
После восшествия на престол в 1654 году короля Людовика XIV на Нантёйля была возложена обязанность выполнить ряд его парадных портретов, печатавшихся большими тиражами. Король рассматривал эту работу как важное средство утверждения своего абсолютизма. Только до 1667 года Нантёйль награвировал одиннадцать таких портретов. Причём Людовик лично ему позировал и после одного из сеансов отпустил художника со словами, вызвавшими зависть окружающих: «Идите, месье, Я вами доволен».
Нантёйль также выполнил четырнадцать портретов кардинала Мазарини; он стал автором выдающегося портрета королевы Анны Австрийской, многих придворных министров — всего около двухсот двадцати листов. У Нантёйля были ученики и помощники. Во многих случаях он сам гравировал только голову портретируемого, одежду и фон выполняли под его наблюдением ученики.
Художник был прославлен при жизни. Уже в 1686 году во Франции было опубликовано его жизнеописание, составленное Филиппо Бальдинуччи. Среди его учеников был его младший современник, не менее прославленный Жерар Эделинк, а также Пьер Симон.

## Галерея
- Портрет мадам Севинье. Бумага, пастель. Метрополитен-музей, Нью-Йорк
- Портрет неизвестного. Бумага, сангина. Графический кабинет, Дрезден
- Портрет Жана-Батиста Кольбера. 1676. Бумага, пастель. Музей Конде, Шантийи
- Портрет монсеньора Луи Дони де Аттиши. 1663. Бумага, пастель. Центр Гетти, Лос-Анджелес, США
- Король Людовик XIV. 1664. Резцовая гравюра на меди
- Герцог Жан-Луи-Шарль Орлеанский. 1660. Резцовая гравюра на меди
- Кардинал Жюль Мазарини. 1661. Резцовая гравюра на меди
- Королева Франции Анна Австрийская. 1666. Резцовая гравюра на меди